# Ocotea atrata
Ocotea atrata är en lagerväxtart som beskrevs av C. K. Allen. Ocotea atrata ingår i släktet Ocotea och familjen lagerväxter. Inga underarter finns listade i Catalogue of Life.